# Commonwealth, Wisconsin
Commonwealth là một thị trấn thuộc quận Florence, tiểu bang Wisconsin, Hoa Kỳ. Năm 2010, dân số của thị trấn này là 390 người.